# Yang Wenjun
Yang Wenjun (杨文军S, Yáng WénjūnP; Sichuan, 25 dicembre 1983) è un canoista cinese.
Ha vinto la medaglia d'oro nel C2 500 m ai Giochi olimpici di Atene 2004 in coppia con Meng Guanliang, prima medaglia cinese in questo sport. Ha vinto anche un bronzo ai mondiali 2006 nel C1 500 m. Ai Giochi olimpici di Pechino 2008 si è ripetuto vincendo nuovamente l'oro nel C2 500 m, sempre in coppia con Meng.

## Palmarès
- Olimpiadi
  - Atene 2004: oro nel C2 500 m.
  - Pechino 2008: oro nel C2 500 m.
- Mondiali
  - 2006 - Seghedino: bronzo nel C1 500 m.
  - 2007 - Duisburg: bronzo nel C1 500 m.